# Ispán
Ispán (pronunciado ishpan) es un cargo jurídico administrativo húngaro que estaba ligado con el gobierno de las provincias del Reino de Hungría durante la Edad Media y la temprana Edad Moderna. Era la figura que regía cada "megye" (provincia o condado) y respondía directamente ante el rey. El administrador del condado, quien cumplía con todas las funciones prácticas administrativas era el alispán, o también conocido como "viceispán".

## Descripción del cargo
La mención más antigua del título data del año 777, registrado en la abadía de Kremsmünster (Austria), como un cargo de los ávaros. El origen del término ispán es eslavo, y proviene de la palabra zsupán, quien es el que gobierna una provincia o condado. El equivalente de este título en latín es comes (conde), utilizado ampliamente en los territorios germánicos medievales. La forma zsipán es frecuente entre los búlgaros del Danubio, los ávaros, y posteriormente por los húngaros tras la ocupación de la Cuenca de los Cárpatos en el siglo X.
Tras la fundación del Reino de Hungría en el 1000 por el rey San Esteban I de Hungría, este definió y delimitó las fronteras internas políticas y religiosas del nuevo Estado. Organizó el reino en cerca de 50 megye o provincias, y a la cabeza de cada una puso un ispán o (gobernador de provincia). El término de ispán se utilizará a lo largo de casi un milenio, siendo un título vitalicio mas no hereditario. El rey escogía personalmente al ispán, quien estaba encargado de hacer cumplir las leyes reales en su territorio. Por otra parte, inicialmente el ispán se hacía rodear de sus familiares y nobles cercanos, nombrando de entre ellos a su suplente y representante de los nobles, al alispán (subispán). Sin embargo, luego de la sanción de la Bula de Oro de 1222, el creciente poder de los nobles de más rango fue forzando a que el alispán fuese elegido por decisión conjunta de los nobles de la megye.
A partir del siglo XV, el título de ispán se convirtió cada vez más en un cargo hereditario entre las familias más influyentes. Si bien legalmente no era hereditario, dos o tres familias en cada megye se solían disputar el cargo a través de los siglos.
En 1886 se estableció legalmente que el ispán debía ser elegido por un periodo de 6 años, terminando su naturaleza vitalicia. Después de la Segunda Guerra Mundial, Hungría quedó en la esfera de influencia de la Unión Soviética, la cual presionó al establecimiento del régimen comunista en el país en 1945. En 1950 fue abolido legalmente el cargo de ispán.